# Catherine Sénart
Pour les articles homonymes, voir Sénart (homonymie).
Catherine Sénart, née le 17 avril 1970 à Montréal[réf. nécessaire], est une actrice québécoise.

## Filmographie
- 1990 : Watatatow (série télévisée) : Marie-Claude Rioux
- 1991 : Marilyn (série télévisée) : Marie-Soleil
- 1992 : La Bête de foire : Mary Poppins
- 1994 : Jalna (feuilleton TV) : Elvira Gray
- 1995 : 10-07: L'affaire Zeus (série télévisée) : Jeanne Morin
- 1995 : Les héritiers Duval (série télévisée) : Sophie Matteau
- 1996 : Marguerite Volant (feuilleton TV) : Marguerite Volant
- 1996 : Caboose : Béatrice
- 2000 : Le Pays dans la gorge (TV) : Cornélia (jeune)
- 2000 : Méchant party : Diane
- 2005 : L'Héritière de Grande Ourse (feuilleton TV) : Nathalie Dupuis
- 2005 : Félix Leclerc (feuilleton TV) : Gaëtane Morin
- 2006 : Casino (série télévisée) : Josée
- 2006 : La Promesse (série télévisée) : Manon
- 2010 : La Galère (série télévisée) : Andrée
- 2013 : Il était une fois les Boys : Marie Ouellet
- 2013 : Mon meilleur ami (série télévisée) : Maryse Ramsay
- 2014 : Subito texto (série télévisée) : Stéphanie Allard
- 2014 : 30 vies (série télévisée) : Stéphanie Haddad
- 2016 : O' (série télévisée) : Isabelle Johnson
- 2017 : Pieds nus dans l'aube : Fabiola
- 2020 : Épidémie : Sylvie Gadbois
- 2021 : Sam de Yan England : Dre Sophie Ivana
- 2022 : Les Bracelets rouges : Julia, psychiatre

## Doublage
- Keira Knightley dans :
  - Le Roi Arthur (2004) : Guenièvre
  - The Jacket (2005) : Jackie Price
  - Orgueil et Préjugés (2006) : Elizabeth Bennett
  - Pirates des Caraïbes : Le Secret du coffre maudit (2006) : Elizabeth Swann
  - Pirates des Caraïbes : Jusqu'au bout du monde (2007) : Elizabeth Swann
  - The Duchess (2008) : Georgiana Cavendish
  - New York Melody (2014) : Gretta James
  - Everest (2015) : Jan Arnold

## Vie privée
- Elle est la nièce de la comédienne Louisette Dussault.
- Elle est la cousine de Paule et Êve Dussault.
- Elle est aussi la conjointe du comédien Luc Guérin.